# Chrześcijaństwo w Omanie
Chrześcijaństwo w Omanie – religia mniejszości, wyznawana przez 2,5% społeczeństwa czyli około 64 000 osób (2006 rok). W Omanie istnieje około 90 wspólnot chrześcijańskich, a zdecydowaną większość ich członków stanowią obcokrajowcy. Wywodzą się oni głównie z Filipin, Indii i krajów zachodnich. Jednakże istnieją także wspólnoty złożone z ludności rdzennej, tak zwani chrześcijanie św. Tomasza. Nawracanie na chrześcijaństwo muzułmanów, stanowiących większość społeczeństwa, jest zabronione przez prawo. Państwo uznaje i zapewnia prawną ochronę kościołom katolickim i protestanckim. Wyznania te mogą prowadzić własne szkoły z chrześcijańskim programem nauczania, w szkołach państwowych obowiązuje nauka w duchu islamskim.

## Katolicyzm
Według spisu ludności z 2005 roku Oman zamieszkuje ok. 3000 katolików, którzy posiadają 21 wspólnot. Ich kościoły podlegają pod wikariat apostolski Arabii Południowej.

## Kościoły wschodnie
W Omanie działa Malankarski Kościół Ortodoksyjny. Skupia on chrześcijan św. Tomasza, a jego parafie należą do diecezji Ahmedabad.

## Protestantyzm
Protestanci stanowią 0,4% społeczeństwa, ale są bardzo podzieleni, gdyż na terenie Omanu działa 21 wyznań protestanckich.